# Antiga comanda de Raiçac
La comanda de Raiçac és una antiga comanda de l'Orde de Sant Joan de Jerusalem situada a Albi, França.

## Localització
La comanda està situada al departament francès del Tarn, a la localitat d'Albi.

## Història
La comanda està registrada com a monument històric des de l'11 de gener de 1928.

## Arquitectura
És un gran edifici rectangular amb dues plantes. L'extrem sud va ser substituït per una part moderna.
Una torre de flanqueig es troba a la cantonada nord-oest. Una torre del mateix diàmetre està al costat de la façana oriental amb vistes al pati. El pati té una porta d'entrada decorada amb motllures i una escala que serveix per accedir als pisos. La torre de la cantonada conserva algunes espitlleres.
A l'interior, les bigues dels sostres conserven restes de pintura i diverses inscripcions antigues.